# Carlos Baute
Carlos Roberto Baute Jiménez, més conegut com a Carlos Baute (Caracas, Veneçuela, 8 de març de 1974) és un cantant veneçolà, i també actor i presentador. Actualment està casat amb Astrid Klisans des de l'any 2010.

## Biografia
El seu pare era de Tenerife i alguns parents materns eren gallecs, i és per aquest motiu que té la nacionalitat espanyola. Amb 13 anys ja va començar la seva carrera musical unint-se a un grup anomenat Los Chamos, amb els quals va gravar el seu primer disc titulat Con un poco de Amor. L'any 1994 va començar la seva carrera en solitari i llença al mercat el seu primer disc Origenes I. Actualment, és un artista reconegut i ha guanyat molt premis, entre ells dos Ondas.
Anys més tard d'iniciar la seva carrera en solitari, esdevé model i apareix a la telenovel·la Destino de mujer. A poc a poc, va anar trobant un lloc a Espanya i va arribar a participar com a actor a la sèrie Mis adorables vecinos, protagonitzada per Paz Padilla i Míriam Díaz Aroca.